# Nuklearna elektrana Prevlaka
Nuklearna elektrana Prevlaka je trebala biti izgrađena u Prevlaci na rijeci Savi. Planovi su bili odloženi nakon černobilske katastrofe i nesuglasica u zemlji.

## Povijest
Energetske udruge Slovenije i Hrvatske udružile su snage 1981. godine i počele planirati izgradnju nuklearne elektrane od 1000 do 1200 MW u Prevlaci. Elektrana je bila dio projekta, koji je uključivao planove za pet nuklearnih elektrana. Planirano je da izgradnja započne u 1985., nuklearna elektrana trebala je biti dovršena u 1992. Dana 22. lipnja 1984. je objavljen natječaj za izgradnju nuklearne elektrane. To je trebala biti nakon nuklearne elektrane Krško druga nuklearna elektrana u Jugoslaviji.
Bilo je planirano izgraditi 1000 MW reaktor istog tipa kao u nuklearnoj elektrani Krško. 1986. godine, Jugoslavija je počela tražiti partnere u inozemstvu za kredite kako bi financirala četiri nove nuklearne elektrane. Međutim, ekološki i politički čimbenici učinili su ovaj program u kasnim 1980-im neprivlačnim. Još jedan faktor je bio prisutan, na taj način bi se povećao inozemni dug.
Neki političari su se bojali da bi zbog kroz izgradnje nove nuklearne elektrane moglo doći do spora između Istoka i Zapada. Postrojenje u Krškom, te planirani sustav u Prevlaci su financirali zapadni partneri, dok su tri ostala postrojenja u Srbiji, Crnoj Gori i Makedoniji trebao financirati Sovjetski Savez.
Nakon što je u 1986. došlo do nesreće u černobilskoj nuklearnoj elektrani, hrvatska Vlada je otkazala gradnju nuklearne elektrane iz Prostornog plana 1986. – 1990. Još jedan razlog je, da bi moglo doći do regionalnih sporova. Zato je gradnja u 1990-im, odgođena. Kasnije je objašnjeno, da će se hidroelektričnim sustavom na rijeci Drini i mrkim ugljenom iz domaćih rezervi moći zamijeniti nuklearna elektrana.

## Podaci reaktorskog bloka
Nuklearna elektrana Prevlaka je trebala imati jedan reaktor:
| Ime      | Snaga           | Planirani početak izgradnje | Planirani završetak   | Projekt dovršen |
| -------- | --------------- | --------------------------- | --------------------- | --------------- |
| Prevlaka | 1000 do 1200 MW | prije 1985. planirano       | prije 1992. planirano | 1986.           |